# Confédération Internationale du Jeu de Balle

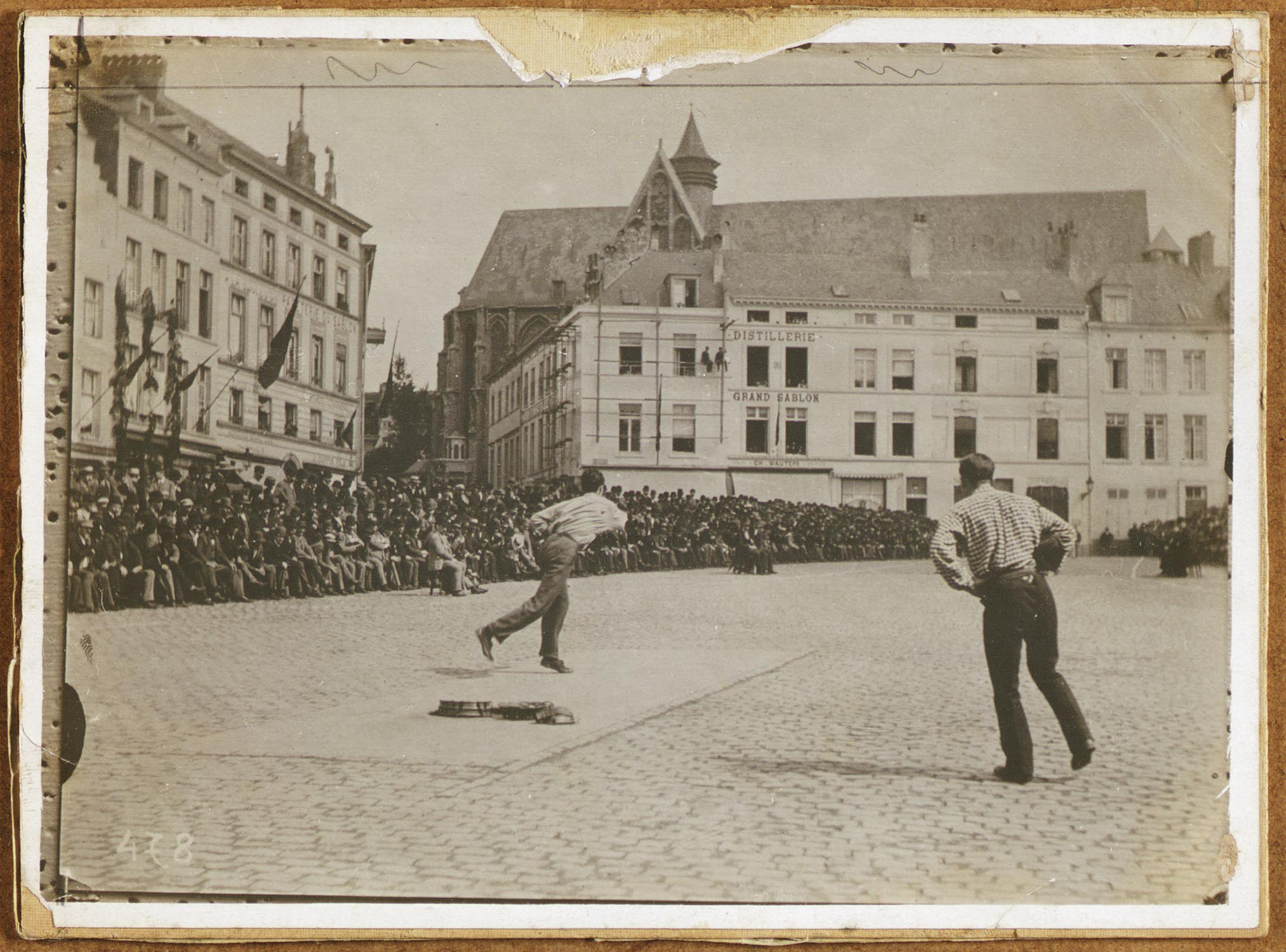
Kaatswedstrijd op het Place du Grand Sablon in Brussel in 1890

De Confédération Internationale du Jeu de Balle (CIJB) is opgericht in Brussel op 13 mei 1928 door kaatsbonden van België, Frankrijk en Nederland. Het doel is de bevordering van de beoefening van de verschillende varianten van kaatsen met de handpalm, die zijn afgeleid van het in de 12e eeuw ontstane jeu de paume. Als internationaal spel werd jeu de pelote gekozen. Vanaf 2001 erkende de CIJB nog twee ontworpen varianten die op internationale toernooien worden gespeeld door deelnemers die actief zijn in de eigen spelvariant. In 2022 zijn er negentien landelijke of regionale federaties lid van de CIJB.

## Eerste internationale contacten
Over contacten tussen kaatsverenigingen uit verschillende regio’s of landen is tot de 19 eeuw weinig bekend. In 1846 was er een ‘landenwedstrijd’ tussen Franse en Spaanse kaatsers. In 1887 ontstond er contact tussen Jan Bogtstra, de voorzitter van de PC in Franeker en Louis Demal, voorzitter van de Société Royale du jeu de petit balle au tamis in Brussel. Demal nodigde de PC uit om kaatsers te sturen die mee konden doen met de kaatswedstrijd die de Société in oktober hield op de Grote Zavel. In plaats daarvan ging Jan Bogtstra met twee medebestuurders naar Brussel voor een eerste kennismaking. Het resultaat was dat in 1888 tien Belgische spelers tijdens de 35e PC-wedstrijd een demonstratie van het balle au tamis gaf. Het beviel van beide kanten uitstekend. In datzelfde jaar vierde de Société het 50-jarig jubileum, het PC-bestuur werd uitgenodigd voor het feestdiner in Brussel en Jan Bogtstra werd benoemd tot erelid van de Société.

## Internationale wedstrijden
Onder de naam ‘Internationale wedstrijden’ werden zowel in België als in Nederland kaatswedstrijden gehouden met spelers uit beide landen. In België speelden Nederlanders mee in de Belgische variant, in Nederland speelden de Belgen mee in de Friese variant. In België veroverde de variant jeu de pelote de belangrijkste plaats ten koste van het balle au tamis. In 1893 werd in Franeker een ‘internationale kaatspartij’ uitgeschreven tussen Franse, Belgische, Hollandse en Friese kaatsers. Kaatsverenigingen van Sneek en Leeuwarden gingen ook regelmatig Belgen uitnodigen en Belgische kaatsverenigingen nodigden Friese kaatsers uit.
Tijdens de Eerste Wereldoorlog werden naar Nederland uitgeweken Belgische soldaten hier geïnterneerd en onder hen waren diverse kaatsers. Zo speelden zij hun spel op de binnenplaats van de Leeuwarder kazerne, die daarvoor eigenlijk te klein was. Vervolgens werden in diverse plaatsen kaatswedstrijden georganiseerd waar de Belgen aan konden meedoen, in 1915 zelfs een keer in Amsterdam. Het hoogtepunt van de Belgische deelname viel in 1917: de in de kazerne van Harderwijk geïnterneerde kaatsers August van Lierde, Emile Hoyois en George Herphelin wonnen de PC. Na afloop van de oorlog kwamen de onderlinge uitwisselingen geleidelijk weer op gang. Zo speelden in 1923 Belgen weer tijdens de PC en werden Friese kaatsers uitgenodigd door de Brusselse vereniging Bar de le Ville.

## Oprichting CIBPP
Kaatsen had inmiddels twee keer officieel op de wedstrijdagenda van de Olympische Spelen gestaan: in 1900 (Parijs) en in 1908 (Londen). In 1912 (Stockholm) en 1924 (weer Parijs) was het een demonstratiesport. Steeds ging het om een regionale kaatsvariant. In 1928 (Amsterdam) werd het Friese kaatsspel toegelaten als demonstratiesport. In de aanloop naar deze spelen kwamen de Fédération Royale Nationale de Pelote Belgique, de Fédération Nationale de jeu de paume de France en de Nederlandsche Kaatsbond tot de oprichting van de Fédération Internationale du jeu de balle Pelote Paume, afgekort CIBPP. Het jeu de pelote van België en Noord-Frankrijk werd uitgeroepen tot de internationale kaatssportvariant. In 1930 vond in Brussel de eerste officiële landenwedstrijd plaats.
Tot 1972 bleef het bij deze drie landen wat kampioenschappen kaatsen en internationale kaatswedstrijden onder auspiciën van de CIBPP betreft. Daarnaast bleven Friese en Belgische kaatsverenigingen over en weer teams uitnodigen in wedstrijden waarin beide varianten werden gespeeld. In 1972 deden voor het eerst Italianen mee in een CIBPP-wedstrijd, overigens zonder dat ze lid waren. Dat werden ze pas in 1979 en de confederatie veranderde zijn naam in Confédération Internationale du Sport Ballant Europeen (CISBE). Enkele jaren later werd het Confédération Internationale du Jeu de Balle (CIJB), waarmee de beperking tot Europa verviel.
Ondertussen had de KNKB op verzoek van de andere bonden in 1973 een nieuw kaatsspel ontwikkeld dat de plaats van het jeu de pelote als internationaal spel zou moeten overnemen. Het werd in 1978 officieel uitgeprobeerd, maar het sloeg niet aan. Voorlopig bleef het jeu de pelote de internationale variant, die de Nederlanders inmiddels in hun eigen zomerprogramma hadden opgenomen. 

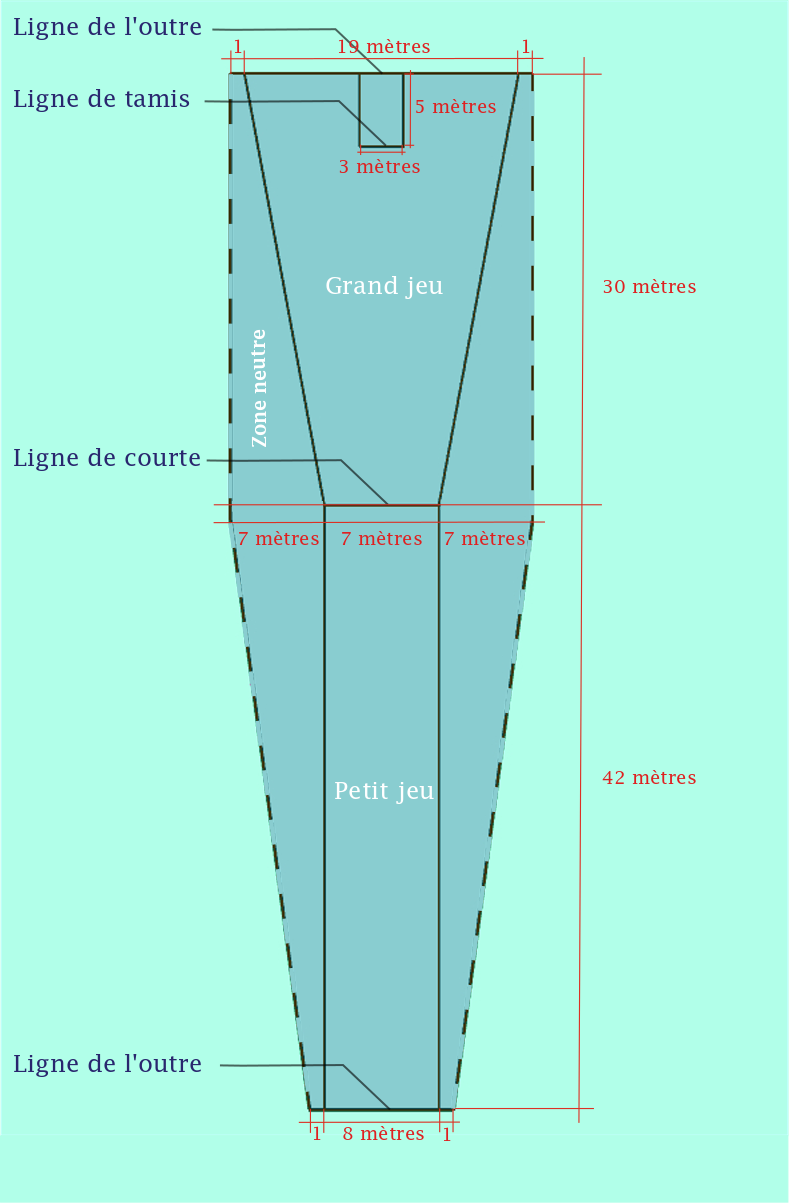
Speelveld van het internationale jeu de pelote, het balle pelote

## CIJB wereldwijde organisatie
Tot teleurstelling van de CIJB werd op de Olympische Spelen van 1992 in Barcelona niet het jeu de pelote als demonstratiesport toegelaten, maar de Valenciaanse variant Llargues. Een maand na de sluitingsceremonie speelden kaatsers uit Valencia een vriendschappelijke wedstrijd tegen Belgische kaatsers in Soignie. De daarbij aanwezige bestuurders, die ook goede internationale contacten hadden, constateerden dat er zoveel overeenkomsten waren tussen jeu de pelote en llargues, dat ze met kleine aanpassingen van beide kanten op één noemer konden worden gebracht. Dat lukte, Spanje werd lid van de CIJB en in 1993 werd er in Spanje gekaatst om de Vijf landen Trofee volgens de regels van de nieuwe internationale variant die de naam Llargues kreeg. Spanje won de trofee, België werd tweede. Vervolgens werd er jaarlijks een toernooi gehouden, afwisselend om de Europacup of de Wereldbeker.
In 2001 werden twee andere varianten toegevoegd: het internationaal spel en het muurkaatsen of wallball. In 2002 werd een toernooi voor het eerst buiten Europa gehouden, in Argentinië.
De internationale toernooien worden door de CIJB toegewezen aan één van de aangesloten landen. De belangrijkste toernooien zijn het Europees kampioenschap eens in de twee jaar en het Wereldkampioenschap eens in de drie jaar. Ook voor de jeugd (tot 19 jaar) zijn er internationale toernooien.
In 2022 zijn de volgende landelijke of regionale federaties lid van de CIJB: Argentinië, Baskenland, België, Bolivia, Colombia, Costa Rica, Chili, Ecuador, Frankrijk, Groot-Brittannië, Italië, Nederland, Mexico, Paraguay, Peru, Portugal, Uruguay, Valenciaanse regio en Venezuela.